# Angra D
Angra D é um sítio arqueológico subaquático integrante do Parque Arqueológico Subaquático da Baía de Angra do Heroísmo, na Ilha Terceira, nos Açores.
O sítio corresponde ao naufrágio de uma embarcação na baía de Angra do Heroísmo, identificado em 1996, quando do desenvolvimento de trabalhos de prospecção para a Avaliação de Impacto Arqueológico, para o projecto de construção da Marina de Angra do Heroísmo.
Foi identificado pela detecção aproximada de massas metálicas que conduziu à localização, inicialmente dos vestígios do naufrágio do Run'her e, quanse em simultâneo, de um bordo de outra embarcação que se encontrava sob os restos da caldeira do Run'her: o sítio desta nova embarcação, foi denominado como "Angra D".
Esta embarcação encontrava-se bem conservada, preservada a 6,5 metros de profundidade sob uma espessa camada de pedras que provinham do lastro e de sedimento arenoso. Orientada no sentido E-W, paralela à linha de costa, o seu comprimento foi estimado em 35 metros, com uma largura máxima de 10 metros e mínima de 7 metros.
O estibordo desta embarcação encontrava-se bem preservado, assim como o cadaste até à projecção da popa, todo o cavername, a quilha, a sobrequilha e a carlinga do mastro. Estes elementos permitiram concluir que se tratava de uma embarcação datada do século XVII, de origem ibérica, muito provavelmente da Espanha.
Durante os trabalhos de prospecção foram recolhidos diversos artefactos que auxiliaram na datação e identificação da proveniência da embarcação, como mercúrio, oriundo da Espanha e destinado às minas no continente americano. A tipologia da grande maioria das cerâmicas recuperadas também aponta para uma cultura material de inícios de século XVII, de origem hispânica.
Esta embarcação também teve de ser totalmente desmontada e transladada para fora do alcance das obras da Marina de Angra do Heroísmo e depositada num "túmulo artificial", na baía de Angra do Heroísmo, encontrando-se ainda em estudo.